# Maschio Gaspardo
Die Maschio Gaspardo S.p.A. ist ein italienisches multinationales Unternehmen, das 1964 gegründet wurde. Heute produziert und vermarktet es dank einiger Übernahmen und des Ausbaus seines Vertriebsnetzes landwirtschaftliche Geräte für die Bodenbearbeitung, Aussaat, Düngung, Pflanzenschutz, Grünpflege und Heuernte.

## Geschichte
Das Unternehmen wurde 1964 in Campodarsego (Provinz Padua) von den Brüdern Antonio, Egidio und Giorgio Maschio gegründet: Die Produktion von Bodenfräsen war die Haupttätigkeit. 1983 wurde die erste Auslandsniederlassung in Frankreich eröffnet. Um eine breite und wettbewerbsfähige Produktpalette anbieten zu können, begann das Unternehmen mit der Programmerweiterung durch strategische Akquisitionen. So wurde Gaspardo Seminatrici aus Morsano al Tagliamento (Pordenone), ein 1834 gegründetes Unternehmen mit langer Historie als Hersteller von Sähmaschinen, übernommen.
Der weitere Ausbau des Vertriebsnetzes wurde 1996 in Deutschland und 2000 in Spanien fortgesetzt. 2003 begann die Internationalisierung der Produktion mit der Eröffnung des Werks in Rumänien, in der Region Arad, sowie in der Ukraine (der sogenannten „Kornkammer Europas“). Im selben Jahr wurden zwei Vertriebsniederlassungen eröffnet: eine in Russland und eine in der Türkei. Ein Jahr später, 2004, wurde auch das Vertriebsbüro in den USA eröffnet.
2005 wurde eine Vertriebsniederlassung in Polen und eine neue Produktionsstätte in China gegründet. 2011 wurde eine neue Produktionsstätte in Pune, Indien, eröffnet. Im gleichen Zeitraum stieg Friulia, die Finanzgesellschaft der gleichnamigen italienischen Region, mit einem Anteil von 14 % in das Unternehmen ein.
Die Erweiterung der Produktpalette wurde 2012 konsolidiert, als Maschio Gaspardo das in der Emilia ansässige Unternehmen Unigreen erwarb, das auf die Herstellung von Sprüh- und Pflanzenschutzgeräten spezialisiert ist. Im Jahr 2013 investierte Maschio Gaspardo in Moro Pietro Meccanica (ein im Pflugsektor tätiges Unternehmen) und wandelte es später in Maschio Aratri um (im Jahr 2017). Im Jahr 2014 erwarb das Unternehmen auch Officine Meccaniche Feraboli, ein traditionelles Unternehmen, das sich auf die Herstellung von Heuerntemaschinen spezialisiert hat.
Nach dem Tod von Egidio Maschio im Jahr 2015 übernahmen seine Söhne Andrea und Mirco Maschio die Kontrolle über das Unternehmen und übernahmen eine umfassende organisatorische Umstrukturierung, die den Neustart des Unternehmens sicherstellte.
Zu Ehren von Egidio Maschio wurde 2016 ein Stipendium ins Leben gerufen, mit dem jährlich die Kinder von Konzernmitarbeitern ausgezeichnet werden, die sich durch ihr Engagement in ihrer Schulausbildung auszeichnen.
Im Juli 2018 wurde Luigi De Puppi zum neuen CEO ernannt. Ende des Jahres erwarb die von Andrea und Mirco Maschio kontrollierte Maschio Holding S.p.A. die Aktien des Unternehmens, die Giorgio Maschio, dem Mitbegründer, gehörten, und erreichte damit die Mehrheit der Maschio Gaspardo S.p.A. Die Maschio Holding, der Mehrheitsaktionär, hielt 50,1 % des Aktienkapitals, Friulia Finanziaria FVG weitere 26,2 %, während die restlichen 23,7 % von Veneto Sviluppo S.p.A. kontrolliert wurden.
Am 31. Dezember 2020 wurde die Fusion der Maschio Fienagione S.p.A. mit der Maschio Gaspardo S.p.A. vollzogen. Maschio Fienagione war bereits seit 2014 Teil der Maschio Gaspardo Gruppe, nach der Übernahme des Unternehmens Feraboli S.p.A. mit Sitz in Cremona.
Ende Mai 2021 wurde eine wichtige Refinanzierungsvereinbarung über 120 Millionen Euro mit einem Pool führender Institute unterzeichnet, die von SACE über Garanzia Italia unterstützt werden. Diese Transaktion stellt für die Gruppe das frühzeitige Erreichen der im Industrieplan 2019–22 festgelegten Ziele dar. Im Dezember 2021 wurde Maschio Aratri S.r.l. in die Maschio Gaspardo S.p.A. eingegliedert.
Im April 2022 kaufte die Maschio Gaspardo S.p.A. insgesamt 132.744 eigene Aktien der regionalen Finanzgesellschaften Friulia S.p.A. und Veneto Sviluppo S.p.A. zurück. Gleichzeitig erwarb die Obergesellschaft Maschio Holding S.p.A. weitere 68.326 Aktien der Maschio Gaspardo S.p.A. von der Veneto Sviluppo S.p.A, wodurch das Kapital von Maschio Gaspardo wieder in die Hände der Maschio Gaspardo-Brüder Andrea und Mirco Maschio, Präsident der Maschio Holding bzw. Präsident von Maschio Gaspardo, zurückgebracht wird. Der restliche Anteil von 6,71 % verbleibt im Besitz der Finanzgesellschaft Friulia.
Im November 2022 investierte Maschio Gaspardo in das Stammkapital von Free Green Nature S.r.l., einem innovativen Start-up, dessen Geschäftszweck die Entwicklung, Konstruktion und Produktion von Hightech-Maschinen, insbesondere mechatronischen Geräten, Robotersystemen für die Landwirtschaft und Maschinen für die Landwirtschaft ist Bekämpfung von Viren und Bakterien.

## Aufbau
Das Unternehmen verfügt über 8 Produktionsstätten (5 in Italien und 3 im Ausland), 13 Verkaufsniederlassungen weltweit und beschäftigt rund 2.000 Mitarbeiter.
Campodarsego (Italien)
Das Werk in Campodarsego (Padua) ist der Verwaltungssitz der Gruppe und das Produktionszentrum, das auf die Herstellung von Bodenbearbeitungsmaschinen spezialisiert ist. An diesem Standort werden Bodenfräsen, Kreiseleggen, Mulcher, Drillkombinationen, Düngerstreuer und Hackgeräte produziert.
Morsano al Tagliamento (Italien)
Das Werk in Morsano al Tagliamento (Pordenone) produziert Einzelkornsämaschinen, Getreidesämaschinen, Drillkombinationen und Pflanzenschutzgeräte.
Cadoneghe (Italien)
Der Produktionsbetrieb in Cadoneghe (Padua) ist spezialisiert auf mechanische Bearbeitungsverfahren (Laserschneiden, Roboterschweißen, Biegen, Drehen, Herstellung von Schlegeln und Zinken).
Cremona (Italien)
Das Werk in Cremona produziert seit der Übernahme von Feraboli (dem traditionellen Spezialisten für Heuerntegeräte) im Jahr 2014 Rundballenpressen und Mähwerke.
Concordia Sagittaria (Italien)
Die Produktion von Pflügen ist die Haupttätigkeit des Werks. Nach der Verlagerung der Produktion nach Rumänien wurde in das Werk investiert, um es zu einer vollwertigen Lackiererei umzubauen.
Chișineu-Criș (Rumänien)
Das Produktionswerk in Chișineu-Criș (Arad), Rumänien, wurde 2003 eröffnet und ist auf die Herstellung und den Vertrieb von Maschinen für die passive Bodenbearbeitung spezialisiert. Produziert werden Tiefenlockerer, Grubber, Scheibeneggen, Saatbettkombinationen und Rundballenpressen.
Qingdao (China)
Im 2005 eröffneten chinesischen Werk in Qingdao werden Bodenfräsen und Mulcher für Traktoren bis 60 PS hauptsächlich für die fernöstlichen Märkte produziert. Dort sind kleine landwirtschaftliche Geräte erforderlich, die sich ideal für die Bearbeitung kleiner Grundstücke mit Traktoren mit geringer PS-Leistung eignen.
Pune (Indien)
2011 wurde in Pune (Indien) das Produktionswerk für Landmaschinen für den lokalen Markt eingeweiht. Die Produktion, die hauptsächlich Bodenfräsen betrifft, hat eine Kapazität von etwa 30.000 Einheiten pro Jahr.

## Produkte

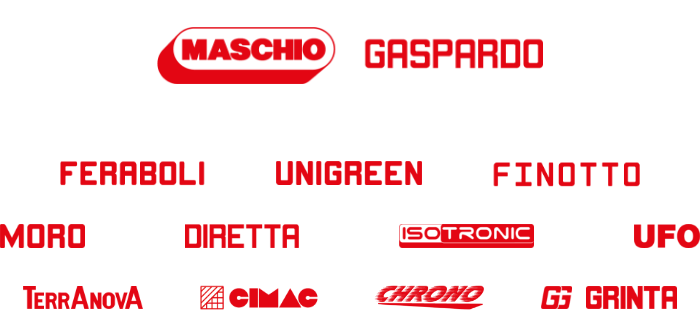
Produkte MASCHIO GASPARDO

Maschio stellt Kreiseleggen, Fräsen, Mulchgeräte, Scheibeneggen, Tiefenlockerer, Sätechnik, Düngetechnik, Feldspritzen, Hackgeräte und Mähbalken in kleinen, mittleren und großen Arbeitsbreiten her.
Zudem beinhaltet die Produktpalette die Garden and Country Line; diese Produktlinie bietet Gerätschaften für Kommunen, Landschaftsgärtner und für kleinere landwirtschaftliche Flächen.
Maschio Gaspardo ist auch mit folgenden Marken auf dem Markt:
Feraboli, Unigreen, Moro, Finotto, Terranova, Cimac, Grinta, Isotronic.

## Auszeichnungen
- 2010: Teilnahme als Vertreter Italiens an der Weltausstellung in Shanghai, Bereich technologische Innovation.
- 2011: Preis für nachhaltige Entwicklung, verliehen von der Stiftung für nachhaltige Entwicklung.
- 2012: Preis New Energy Renewed Enterprise verliehen von der Handelskammer von Padua.
- 2013 und 2015: Zertifizierung nach dem International Carbon Trust Standard.
- 2013 und 2014: Special Mention verliehen von der Symbola Foundation und Coldiretti in Savigliano (CN).
- 2014: Radical Green Award, organisiert im Rahmen der Ausgabe 2014 des Festivals „Settimana verde delle Venezie“.
- 2014: Teilnahme am europäischen LIFE+ Forschungs- und Entwicklungsaufruf für das AGRICARE-Projekt.
- 2015: ISO 9001 Zertifizierung für die Werke in Italien und Rumänien.
- 2021 und 2022: Technischer Neuheitspreis 2021 auf der EIMA 2021 und als Landmaschine des Jahres 2023 in den Kategorien Bodenbearbeitung und Publikumspreis auf der SIMA 2022